# Schwarzkappensittich
Der Schwarzkappensittich (Pyrrhura rupicola) ist eine Vogelart aus der Gattung der Rotschwanzsittiche (Pyrrhura) in der Familie der Eigentlichen Papageien (Psittacidae).

## Merkmale
Der Schwarzkappensittich erreicht eine Körperlänge von 25 cm und ein Gewicht von 75 g. Er ist ein überwiegend grüner, langschwänziger Neuweltpapagei. Von der Stirn bis zum Nacken ist er dunkelbraun, an Kehle, Halsseiten und oberer Brust mit weißlichen Federsäumen. Der unbefiederte Orbitalring ist weiß, Gesicht und Ohrdecken grün. Hand- und Armschwingen sind im Wesentlichen bläulich grün, an der Oberseite mit dünnen schwarzen Spitzen, an der Unterseite dunkelgrün mit grünen Unterflügeldecken.
Die äußeren Handdecken, die Alula und der vordere Rand der Flügel sind leuchtend rot. Bauch und Unterschwanzdecken sind grün, im zentralen Bauchbereich mit kastanienbraunem Ton.
Der Schnabel ist schiefergrau, die Wachshaut blass grau und die Beine schwärzlich. Die Iris ist braun.
Bei der Unterart Pyrrhura rupicola sandiae sind die weißlichen Säume der Federn an Brust, Kehle und den Seiten des Halses schmaler als bei der Nominatform, am Nacken sind die hellen Federsäume nicht vorhanden.

## Verbreitung
Die Nominatform kommt im zentralen Peru, die Unterart Pyrrhura rupicola sandiae im südöstlichen Peru sowie im extremen Westen Brasiliens und nördlichen Bolivien vor.

## Lebensraum und Lebensweise
Schwarzkappensittiche besiedeln feuchte Tiefland Tropenwälder sowie Várzea und Terra Firme Landschaften, seltener findet man die Art in den östlichen Andenausläufern. Generell leben Schwarzkappensittiche bis in eine Höhe von 300 m. Es handelt sich um gesellige Tiere die in Gruppen bis 30 Individuen zusammenfinden, in der Brutzeit bevorzugen sie kleinere Gruppen. In der Regel findet man sie in den Baumkronen, wo sie auch ihre Nahrung suchen und umherfliegen. Nur selten begibt sich der Schwarzkappensittich unterhalb 30 m Höhe. Über Art der Nahrung und Fortpflanzung ist jedoch nur wenig bekannt.

## Unterarten
Es sind zwei Unterarten beschrieben:
- Pyrrhura rupicola rupicola (Tschudi, 1844) kommt in Zentralperu vor.
- Pyrrhura rupicola sandiae Bond & Meyer de Schauensee, 1944 ist im südöstlichen Peru, dem extremen westlichen Brasilien und dem nördlichen Bolivien verbreitet.

## Gefährdung und Schutz
Basierend auf einem Modell zur zukünftigen Abholzung im Amazonas-Becken und dem damit verbundenen Habitatverlust wird vermutet, dass der Bestand dieser Art über die nächsten drei Generationen (18 Jahre) um 25 bis 30 % zurückgeht. Darüber hinaus ist der Schwarzkappensittich durch Jagd und Fang bedroht. Von der IUCN (International Union for Conservation of Nature and Natural Resources) wird er deshalb als potenziell gefährdet (Near Threatened, NT) eingestuft.
Schutzmaßnahmen sind keine bekannt.